# Čche Jong-rim
Čche Jong-rim (korejsky 최영림, korektním českým přepisem Čchö Jong-rim, v anglickém přepisu Choe Yong-rim, * 20. listopadu 1930) je severokorejský politik, od 7. června 2010 do 1. dubna 2013 byl premiér Severní Koreje.
Je absolventem Kim Ir-senovy univerzity a Lomonosovovy univerzity. V politice se pohybuje od 50. let 20. století.